# Madame Mim
Madam[e] Mim (engelska: Madam Mim) är en fiktiv figur i Kalle Ankas universum. Madame Mim (tidigare oftare översatt som Madam Mim) är en något tankspridd och egentligen inte elak häxa.

## Historia

### Romaner ochSvärdet i stenen
Mim dök upp första gången i den icke Kalle Anka-relaterade filmen Svärdet i stenen år 1963, producerad efter T.H. Whites romaner. Där är hon dock betydligt elakare än när hon senare skulle introduceras till Kalle Ankas värld, och hon presenteras som den centrala skurken i berättelsen. Hon är dock, till skillnad från i stort sett alla andra seriefigurer i den världen, inte ett fabeldjur utan en verklig människa. Hennes närvaro i filmen är endast under 10 minuters tid runt mitten av filmen, och hon framstår inte ens där som ett trovärdigt hot.
I Svärdet i stenen animerades Mim av Frank Thomas, men även Milt Kahl har animerat henne för filmduken. Kahls specialitet var dueller mellan trollkunnigt folk.

### Senare historik
Madame Mim kom under framför allt 1960- och 1970-talet återanvändas i andra historier inom Disneys universum, ibland i samarbete med Magica de Hex eller lierad med Björnligan eller Spökplumpen. Hon har även medverkat i serier om Stora Stygga Vargen.
Fram till 2020 har Mim noterats som seriefigur i mer än 930 Disney-berättelser, varav 160 producerats i Frankrike. Den största mängden serieberättelser med den här häxan har dock kommit till i Brasilien.

## Personlighet och egenskaper

### Svärdet i stenensamt hos White
Mim är från uppdykandet i Svärdet i stenen något rundlagd. Hon går klädd i rosa och blålila kläder, och håret är grått. Detta kontrasterar mot hennes framtoning i Whites ursprungliga böcker, där hon presenteras som en vacker 30-årig kvinna med mörka ögon. För filmens omtolkning av Mim ansvarade manusförfattaren Bill Peet. I filmen gjordes hennes röst av röstskådespelaren Martha Wentworth, som redan i kortfilmen Who Killed the Robin (1935) samarbetade med Disney.
Hennes personlighet, delvis styrd av filmens karaktärsansvariga Frank Thomas och Ollie Johnston, är i filmen livfull, pigg och med en humoristisk framtoning. Hon ser sig själv som den starkaste av magiker och lyckas få till en duell med Merlin. Denna personlighet har beskrivits som smått egocentrisk, eccentrisk och instabil.

### Senare framträdanden
Madam Mim presenteras i Kalle Ankas universum som bosatt en bit utanför Ankeborg. Hon delar sin stuga med katten "Fräsis".
I en del serier pratar hon med vanliga människor och hjälper dem gärna om de får problem. Ibland går det på tok.

## Namn på andra språk
Nedan listas Mims namn i officiella översättningar i olika länder:
- Bulgarien (bulgariska): Мадам Мим
- Danmark (danska)): Madam Mim
- Estland (estniska)): Proua Ella
- Finland (finska)): Matami Mimmi
- Frankrike (franska): Madamme Mim
- Grekland (grekiska)): Μαντάμ Μιμ
- Island (isländska)): Maddama Mimm
- Italien (italienska)): Maga Magò
- Kina (kinesiska)): 女巫 米姆
- Lettland (lettiska)): Lēdija Mīma
- Nederländerna (nederländska): Madam Mikmak
- Norge: Madam Mim
- Polen (polska)): Wiedźma Mim
- Portugal / Brasilien (portugisiska)): Madame Min
- Rumänien (rumänska)): Maga Magò
- Ryssland (ryska)): Мадам Мим
- Serbien (serbiska)): Стара Мим / Gospa Mim
- Spanien (spanska)): Madam Mim
- Tjeckien (tjeckiska)): Madam Mimi
- Tyskland (tyska)): Madame Mim
- USA / Storbritannien (engelska)): (Mad) Madam Mim